# قوة باعثة
القوة الباعثة هي قوة تحمل القوة الفاعلية على تحريك الأعضاء عند ارتسام صورة أمر مطلوب، أو مهروب عنه في الخيال. فهي إن حملتها على التحريك طلبا لتحصيل الشيء المستلذ عنه المدرك، سواء كان ذلك الشيء نافعا بالنسبة إليه في نفس الأمر أو ضارا، تسمى قوة شهوانية؛ وإن حملتها على التحريك طلبا لدفع الشيء النافر عند المدرك، ضارا كان في نفس الأمر أو نافعا، تسمى قوة غضبية.